# Diakovce
Diakovce (maďarsky Deáki) jsou obec na Slovensku v okrese Šaľa.
V obci se zachovala jedna z nejvýznamnějších románských staveb na Slovensku, římskokatolický kostel Panny Marie Nanebevzeté vysvěcený v roku 1228. Dvoupatrová stavba se třemi loděmi sloužila jako klášterní kostel benediktinů.